# Deyang
Deyang (chiń. upr. 德阳; chiń. trad. 德陽; pinyin Déyáng) – miasto o statusie prefektury miejskiej w Chinach, w prowincji Syczuan. W 2010 roku liczba mieszkańców miasta wynosiła 151 012. Prefektura miejska w 1999 roku liczyła 3 757 481 mieszkańców. 

## Podział administracyjny
Prefektura miejska Deyang podzielona jest na:
- dzielnicę: Jingyang,
- 3 miasta: Shifang, Guanghan, Mianzhu,
- 2 powiaty: Luojiang, Zhongjiang.